# Kanton Creil-Sud
Kanton Creil-Sud (fr. Canton de Creil-Sud) byl francouzský kanton v departementu Oise v regionu Pikardie. Skládal se z jižní části obce Creil (zbývají území náleželo do kantonu Creil-Nogent-sur-Oise). Zrušen byl po reformě kantonů 2014.